# ジャクリーン・チョン
ジャクリーン・チョン（荘思敏、Jacquelin Chong、1980年5月1日 -）は、マレーシア生まれの香港モデル、女優である。身長は176cm。体重は49kg。血液型はO型。珠海学院工商管理学系一年コース卒業。スターJ&スナッズ・エンターテインメント・グループ、Icon Models所属。以前は、荘嘉文の芸名で活動していた。
明輝發展（現：中國光大控股）の設立者である荘宝の長女で、妹には、荘思華と荘思明がいる。

## 広告
- ファンケル
- コカ・コーラ
- Tempo
- M&M's
- ウェルカム
- サンキスト
- 三洋電機
- 激脂纖
- 香港上海銀行
- 道亨銀行（現：DBS銀行）

## 出演作品

### 映画
- 2004年：『戀上你的床』
- 2004年：『甜絲絲』
- 2005年：『龍咁威2之皇母娘娘呢？』
- 2012年：『2012我愛HK 喜上加囍』